# 1982 (album)
Az 1982 a Foje hatodik, egyben utolsó stúdióalbuma, amely 1996-ban jelent meg.

## Dalok
Minden dalt Andrius Mamontovas írt.
1. Skrisk – 3:30
2. Tušti delnai – 5:05
3. Balsas – 3:42
4. Tu vėl esi akla – 4:48
5. Žvaigždės kartais krenta – 3:46
6. Dar ilgai – 4:30
7. Tamsiausia valanda – 4:04
8. Sidabrinės svajonės – 2:50
9. Alternatyvinė daina apie meilę – 4:14
10. Paskutinis traukinys – 3:43

## Közreműködött
- Andrius Mamontovas  – ének, gitár, billentyűs hangszerek, programozás
- Arnoldas Lukošius  – billentyűs hangszerek, harmonika
- Darius Burokas  – basszusgitár
- Algis Kriščiūnas  – bob, ütőhangszerek
- Ramūnas Jaras  – klarinét (6)
- Giedrius Litvinas  – mastering, keverés
- Gediminas Zujus  – programozás